# Nicholas Meyer
 Nicholas Meyer   (n. 24 decembrie 1945, New York City, New York, SUA) este un regizor de film, scenarist și scriitor american.  Este cel mai cunoscut pentru bestseller-ul The Seven-Per-Cent Solution, pentru regizarea filmului Time After Time, a două filme artistice Star Trek, a filmului TV din 1983 The Day After și a filmului HBO din 1999, Vendetta.

## Filmografie

### Ca regizor
- 1979 Mașina timpului (Time After Time)
- 1982 Star Trek II: Furia lui Khan (Star Trek II: The Wrath of Khan)
- 1983 Ziua de după (The Day After)
- 1985 Volunteers
- 1988 Escrocii (The Deceivers)
- 1991 Afacere dubioasă (Company Business)
- 1991 Star Trek VI: Tărâmul nedescoperit (Star Trek VI: The Undiscovered Country)
- 1999 Războiul italienilor (Vendetta)

### Ca scenarist
- 1973 Invasion of the Bee Girls
- 1975 The Night That Panicked America
- 1976 The Seven-Per-Cent Solution
- 1986 Star Trek IV: Călătoria acasă (Star Trek IV: The Voyage Home)
- 1993 Sommersby
- 1997 The Informant
- 1998 Prințul Egiptului (The Prince of Egypt)
- 2003 The Human Stain
- 2008 Elegy
- 2009 The Hessen Affair
- 2014 Houdini

## Lucrări scrise
- Target Practice (1974)
- Șapte la sută soluție (1974)
- The West End Horror (1976)
- The Canary Trainer (1993)